# Baie du Diable
La baie du Diable (en anglais : Diable Bay) est une baie située su sud du Labrador sur le golfe du Saint-Laurent. Elle était anciennement dénommée la "Crique du Diable".

## Géographie
La baie du Diable s'ouvre sur la côte méridionale du Labrador, à l'ouest de la localité de L'Anse-au-Diable et à l'est de celle de L'Anse-au-Loup. 